# 长孙操
长孙操（?—?），字元节，河南洛阳人，父亲长孙览，北周大司徒、薛国公。
武德初，唐高祖辟署为相国府金曹参军。不久任检校虞州刺史。随秦王李世民征讨，常侍立一旁，参听秘谋。后迁任陕州刺史，城中无井，人们不得不经常从外打水使用，长孙操从城东引水入城，百姓得到很大便利。以母亲去世解任守孝。三年后服除，封乐寿县男。贞观中，历任洺州刺史、益扬二州都督府长史，并有善政。贞观二十三年（649年），以子长孙诠尚唐太宗女新城公主，拜岐州刺史。永徽（650-654年）初，加金紫光禄大夫，卒于陕州刺史任上，被追赠为吏部尚书、并州都督，谥曰安。

## 家族
- 曾祖：长孙稚，北魏太师、假黄钺、上党文宣王。
- 祖父：长孙绍远，北周小宗伯、上党獻公。
- 父亲：长孙览，字休因，周大司徒、薛国公。
- 长兄：长孙洪，袭薛国公，普州刺史。
- 次兄：长孙宽，以父功勋封管国公。
- 三兄：长孙龛，房州刺史。

### 儿女
- 儿子
  - 长子：长孙宪，屯田員外郎。
  - 长子：长孙谊，睦州刺史。
  - 长子：长孙鑒
  - 长子：长孙诠，尚衣奉御、駙馬都尉，尚唐太宗女新城公主。

- 女儿
  - 长孙氏，韓瑗妻

## 延伸阅读
[在维基数据编辑]
 《新唐書·卷105》，出自《新唐書》